# گری والیس

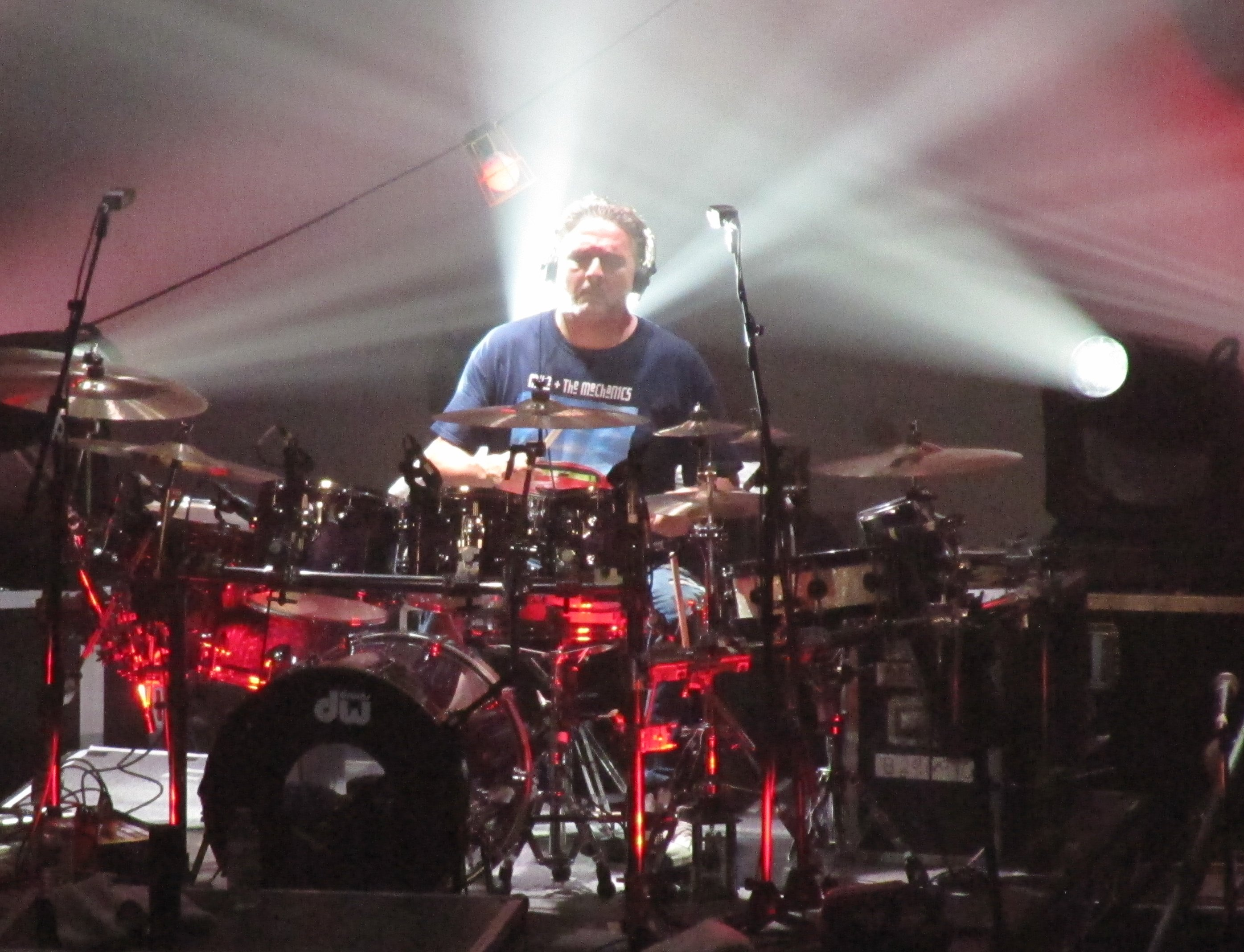
گری والیس، هنرمند بریتانیایی - ۲۰۱۵

گری والیس (به انگلیسی: Gary Wallis) زاده ۱۰ ژوئن ۱۹۶۴ در لندن، یک نوازنده درام،پرکاشن،برنامه‌ریز درام،تهیه‌کننده و کارگردان موسیقی انگلیسی است.او با طیف گسترده‌ای از هنرمندان بمانند پینک فلوید، ۱۰سی‌سی،ایل دیوو،گرلز الاود،اتمیک کیتن،پل کرک،داستی اسپرینگفیلد،بانی تایلر،مایک رادرفورد همکاری داشته‌است.